# Stromstörer
Stromstörer (auch Strombrecher) sind in den Rührkessel ragende Bauteile, die verhindern, dass der gesamte Rührinhalt des Kessels – infolge der Trägheit des Mediums – mit dem Rührer mitrotiert. Sie werden beim technischen Mischen von Stoffen verwendet.

## Funktion
Stromstörer sind strömungsbrechende Einbauten in Rührkesseln. Sie verhindern das Mitrotieren des durch das zentrische Rührwerk bewegten Fluids im Rührkessel.
Sie sind an der Behälterwand oder, bei emaillierten Rührbehältern, durch einen Stutzen am oberen Boden des Apparates installiert.
Sie ermöglichen bei niedrig viskosen Flüssigkeiten erst die Durchmischung. Bei höherviskosen Medien ist der Stromstörer jedoch nicht nützlich, sondern führt zu Strömungsschatten und unvollkommener Durchmischung.

## Bauformen
- In nicht beschichteten Rührwerksapparaten (z. B. solchen aus Edelstahl), werden Stromstörer mit der Behälterwand verbunden und bestehen im Wesentlichen aus, an die Behälterwand verschweißten oder verschraubten, Flacheisen. Im optimalen Fall werden vier solcher Flacheisen im Winkel von 90° zueinander an die Behälterwand angebracht. Die Breite eines solchen Stromstörers liegt bei ca. 0,1 bis 0,12 × Behälterdurchmesser.

- In emaillierten Apparaten gibt es verschiedene Ausführungen von Stromstörern, die im Wesentlichen immer einem profilierten, rohrförmigen Einbauteil entsprechen. Das Profil des Rohres (Querschnitt) ist abhängig von Einbausituation oder herstellerspezifisch:
  - Zylindrischer Stromstörer: Das Rohrprofil entspricht einem Kreis. Diese Bauform wird nur dann verwendet, wenn im Innern des Stromstörers Einbauten enthalten sind, die einen entsprechend großen Bauraum erfordern.
  - Paddelstromstörer: Das Rohrprofil entspricht im Querschnitt einem Oval.
  - C-Stromstörer der Firma Pfaudler Werke: Das Profil des Einbauteils entspricht der Form eines „C“, wobei die konkave Seite des C angeströmt wird
  - Delta-Stromstörer der Firma Thaletec (EHW Thale): Das Profil des Einbauteils entspricht einem gleichschenkeligen Dreieck, wobei alternativ die „spitze“ oder die „flache“ Seite des Stromstörers in Strömungsrichtung ausgerichtet sein kann.

Beispiele verschiedener Stromstörer
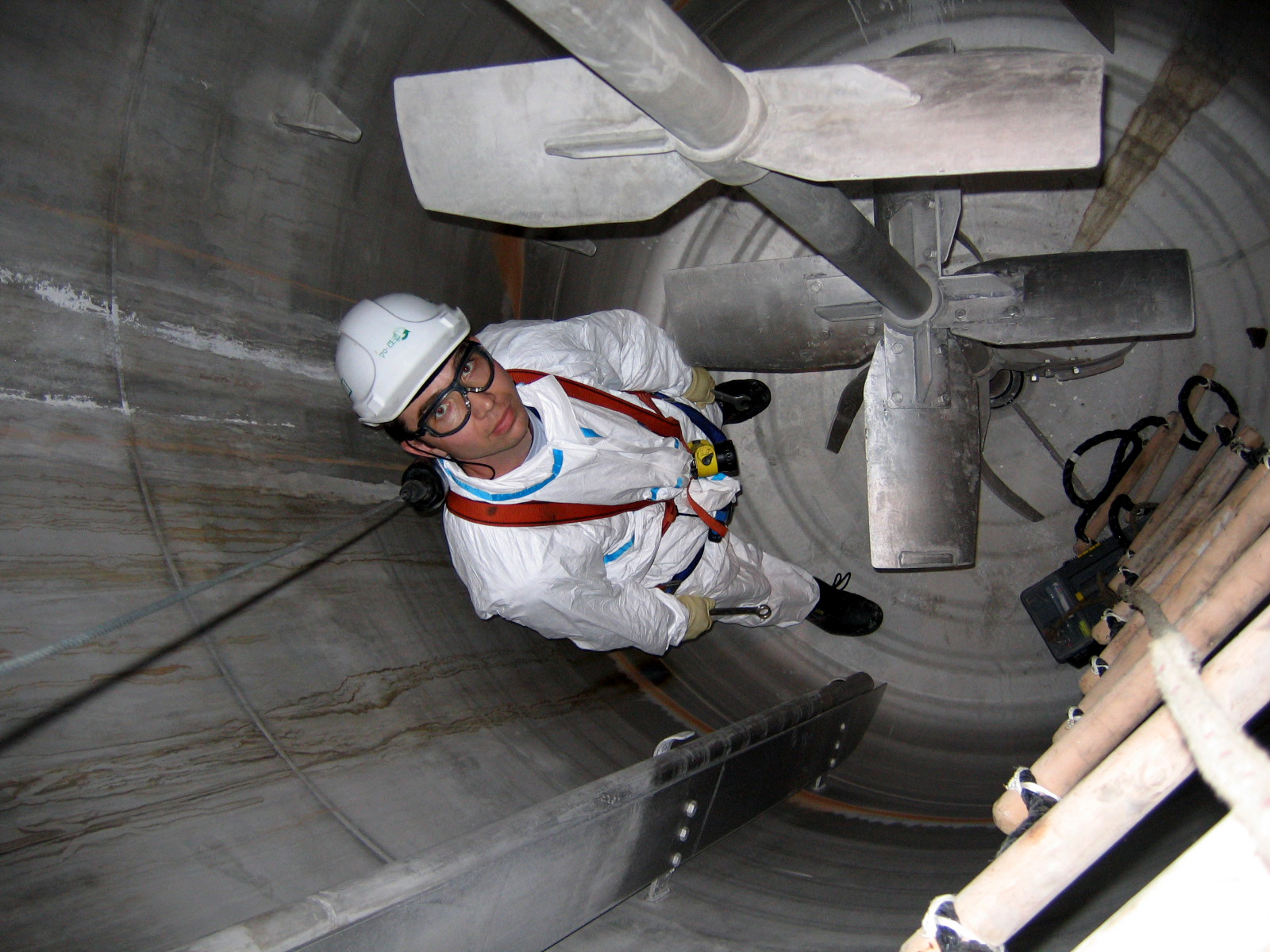
Blick in einen Rührbehälter mit an der Behälterwand angebrachtem Stromstörer
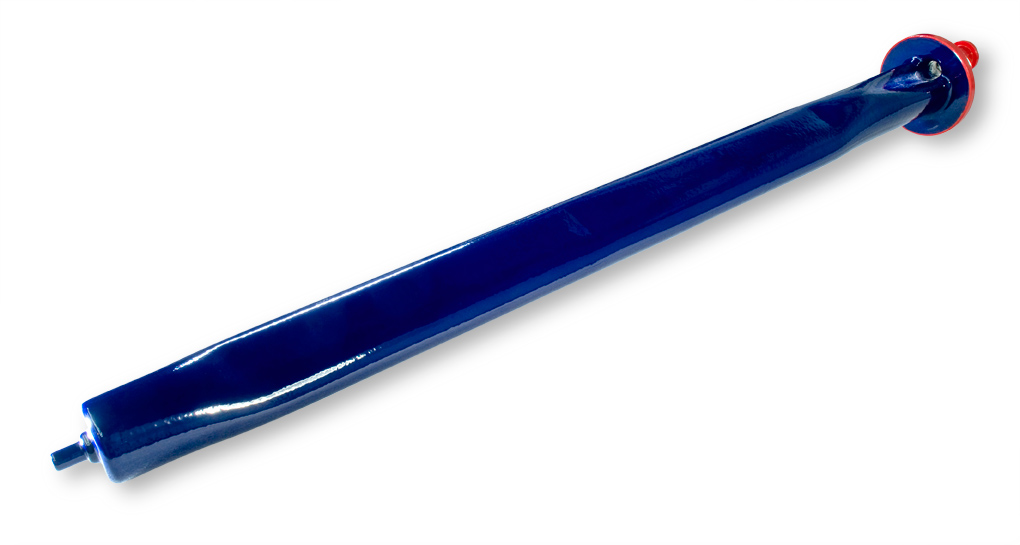
Emaillierter Paddel-Stromstörer für emaillierte Rührbehälter
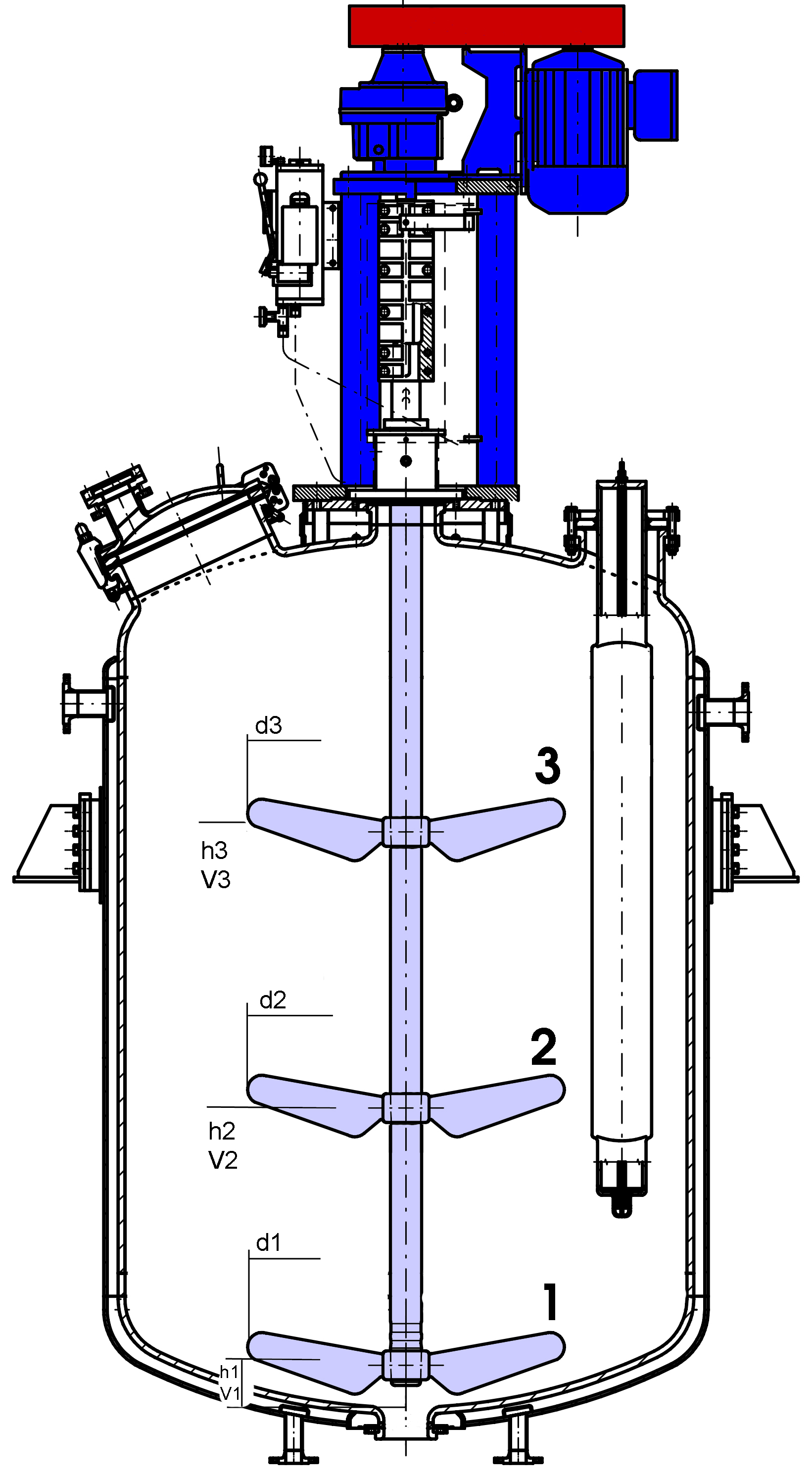
Emaillierter Rührbehälter mit 3-stufigem Rührer und Stromstörer (rohrförmiges Einbauteil rechts im Schnitt dargestellt)